# Too Much (Fernsehserie)
Too Much ist eine romantische Comedyserie des US-amerikanischen Streamingdienstes Netflix. Die Serie wurde von Lena Dunham und Luis Felber entwickelt und am 10. Juli 2025 weltweit auf Netflix veröffentlicht. Die Hauptrollen spielen Megan Stalter und Will Sharpe.

## Handlung
Die Serie folgt der jungen New Yorkerin Jessica Salmon, die nach dem Ende einer langen Beziehung emotional am Boden ist. Um ihr Leben neu zu ordnen, zieht sie mit ihrem Hund Astrid nach London und beginnt einen neuen Job in der Werbebranche. Dort begegnet sie Felix, mit dem sie eine besondere Verbindung aufbaut.

## Besetzung
Hauptrollen:
- Megan Stalter als Jessica
- Will Sharpe als Felix

Nebenrollen:
- Michael Zegen als Zev
- Prasanna Puwanarajah als Auggie
- Rita Wilson als Lois Salmon
- Dean-Charles Chapman als Gaz
- Daisy Bevan als Josie
- Rhea Perlman als Dottie
- Emily Ratajkowski als Wendy Jones
- Richard E. Grant als Jonno Ratigan
- Janicza Bravo als Kim Keith Independiente
- Lena Dunham als Nora South
- Oliver Nirenberg als Dash South
- Andrew Rannells als James South
- Leo Reich als Boss Gibbons
- Naomi Watts als Ann Ratigan
- Adèle Exarchopoulos als Polly
- Adwoa Aboah als Linnea

Gastauftritte:
- Jessica Alba als sie selbst
- Kit Harington als Jessicas Vater
- Andrew Scott als Jim Wenlich Rice
- Stephen Fry als Simon Remen
- Kaori Momoi als Aiko Remen
- Rita Ora als sie selbst
- Jennifer Saunders als Fiona
- Alix Earle als sie selbst
- Jake Shane als er selbst
- Owen Thiele als er selbst

## Produktion

### Entwicklung
Die Serie wurde von Lena Dunham und ihrem Ehemann Luis Felber entwickelt. Dunham führte Regie, Felber komponierte die Musik. Produziert wurde Too Much von Working Title Television und Good Thing Going Productions in Zusammenarbeit mit Universal International Studios.

### Dreharbeiten
Die Dreharbeiten fanden unter anderem im Februar 2024 in Beaconsfield (Buckinghamshire), im Juni 2024 in Brooklyn (New York City) sowie in London statt.

## Veröffentlichung
Die Serie wurde weltweit am 10. Juli 2025 auf Netflix veröffentlicht.

## Rezeption
Die Website Rotten Tomatoes vergab basierend auf fünf Kritiken eine Zustimmungsrate von 80 %.
Metacritic ermittelte einen Score von 65 von 100 Punkten auf Grundlage von 16 Rezensionen, was „allgemein positive Kritiken“ bedeutet.